# NGC 881
NGC 881 је спирална галаксија у сазвежђу Кит која се налази на NGC листи објеката дубоког неба.
Деклинација објекта је - 6° 38' 22" а ректасцензија 2h 18m 45,3s. Привидна величина (магнитуда) објекта NGC 881 износи 12,5 а фотографска магнитуда 13,2. NGC 881 је још познат и под ознакама MCG -1-6-89, IRAS 02160-0650, PGC 8822.